# FC Imabari
FC Imabari (em japonês:  今治) é um clube de futebol japonês, com sede em Imabari. Atualmente compete na J2 League, a quarta divisão do país.

## História
Fundado em 1976, venceu 4 vezes a Liga Regional de Shikoku, uma das ligas regionais da pirâmide futebolística japonesa.
Em 2017, fez sua estreia na JFL, terminando o campeonato em sexto lugar. Na temporada seguinte, ficou em quinto. Na Copa do Imperador, o melhor desempenho da equipe foi em 2012, quando chegou até a terceira fase, vencendo a Universidade de Fukuyama e surpreendendo o Sanfrecce Hiroshima, antes de ser eliminado pelo Machida Zelvia.
Seu atual presidente é Takeshi Okada, ex-técnico da Seleção Japonesa nas Copas de 1998 e 2010.